# V-A-Theorie
Die V-A-Wechselwirkung (Abkürzung für Vektor-Axialvektor-Wechselwirkung, genannt auch „V minus A Theorie“) ist ein feldtheoretisches Modell für die schwache Wechselwirkung. Es ist eine Erweiterung von Fermis Strom-Strom-Wechselwirkung, um die 1956 im Wu-Experiment entdeckte Paritätsverletzung erklären zu können.
Die V-A-Wechselwirkung ist eine niederenergetische Approximation der elektroschwachen Wechselwirkung, welche die Wechselwirkung durch Austausch von Eichbosonen (W+-, W−- und Z0-Boson) beschreibt.

## Hintergrund

### Fermis Strom-Strom-Wechselwirkung
1936 postulierte Fermi seine Theorie zur Beschreibung des Beta-Zerfalls in Form des Hamiltonoperators
{\displaystyle {\mathcal {\hat {H}}}_{\mathrm {Fermi} }={\frac {G_{\mathrm {F} }}{\sqrt {2}}}\int \mathrm {d} ^{3}x\cdot j_{H}^{\mu }(x)\cdot j_{L\mu }(x)}
- {\displaystyle G_{\mathrm {F} }} ist die Fermi-Konstante,
- {\displaystyle j_{H}^{\mu }(x)} und {\displaystyle j_{L}^{\mu }(x)} sind die 4-dimensionalen Stromdichten für Hadronen bzw. Leptonen (in Fermis Theorie nur für die am Beta-Zerfall beteiligten Hadronen Proton und Neutron sowie für die an ihm beteiligten Leptonen Elektron und Elektron-Neutrino). Die Stromdichten hängen mit den Wellenfunktionen bzw. Feldern {\displaystyle \psi } zusammen über:

{\displaystyle j^{\mu }={\bar {\psi }}\gamma ^{\mu }\psi },
darin sind {\displaystyle \gamma ^{\mu }} die Dirac-Matrizen.

### Paritätsverletzung
1956 veröffentlichten Tsung-Dao Lee und Chen Ning Yang die Hypothese, nach der bei der schwachen Wechselwirkung, im Gegensatz zur starken und zur elektromagnetischen Wechselwirkung, die Parität nicht erhalten bleibt. Dabei hatten sie auch mehrere spezielle Experimente vorgeschlagen. Die Beobachtung gelang Chien-Shiung Wu, wodurch eine Anpassung des bis dahin paritätserhaltenden Stroms nötig wurde.

### Erweiterung der Theorie
Ein Jahr darauf entwickelten Richard Feynman, Murray Gell-Mann und unabhängig von ihnen George Sudarshan und Robert Marshak die V-A-Wechselwirkung. Dazu muss in den Hamiltonoperator ein axialer Vektorstrom eingeführt werden, auf den der Paritätsoperator eine andere Wirkung hat als auf polare Ströme. Ein solcher axialer Strom mit paritätsverletzendem Anteil kann geschrieben werden als
{\displaystyle j^{\mu }={\bar {\psi }}\gamma ^{\mu }(g_{v}-g_{a}\gamma _{5})\psi },
darin
- transformiert {\displaystyle \gamma _{5}} einen polaren in einen axialen Vektor.
- sind {\displaystyle g_{v}} und {\displaystyle g_{a}} Koeffizienten, die das Verhältnis zwischen polaren und axialen Vektorströmen angeben:
  - Hadronen sind ausgedehnte Teilchen, sie bestehen aus Quarks; daher findet man bei ihnen experimentell {\displaystyle {g_{v}}_{H}=1} und {\displaystyle {g_{a}}_{H}\approx 1{,}25}.
  - Leptonen sind Punktteilchen, daher ist für sie {\displaystyle {g_{v}}_{L}=1={g_{a}}_{L}}.

Der Hamiltonoperator für die V-A-Wechselwirkung ergibt sich zu
{\displaystyle \Rightarrow {\mathcal {\hat {H}}}_{\mathrm {V-A} }={\frac {G_{\mathrm {F} }}{\sqrt {2}}}\int \mathrm {d} ^{3}x\cdot {\bar {\psi }}_{p}\gamma ^{\mu }(1-{g_{a}}_{H}\gamma _{5})\psi _{n}\cdot {\bar {\psi }}_{e}\gamma _{\mu }(1-\gamma _{5})\psi _{\nu }}
- {\displaystyle \psi _{p}}, {\displaystyle \psi _{n}}, {\displaystyle \psi _{e}}, {\displaystyle \psi _{\nu }} sind die Proton-, Neutron-, Elektron- und Elektron-Neutrino-Felder.

Um die Theorie auf alle drei Generationen der Elementarteilchen anwendbar zu machen, muss man die Ströme mit den restlichen Teilchen-Feldern erweitern und die CKM-Matrix einführen.

## Referenzen
- Walter Greiner, Berndt Müller: Eichtheorie der schwachen Wechselwirkung. 2. Auflage, Harri Deutsch, 1995, S. 184, ISBN 3-8171-1427-3.

1. ↑  R. P. Feynman, M. Gell-Mann: Theory of the Fermi Interaction. In: Physical Review. Band 109, Nr. 1, 1958, S. 193–198, doi:10.1103/PhysRev.109.193.
2. ↑  E. C. G. Sudarshan, R. E. Marshak: Chirality Invariance and the Universal Fermi Interaction. In: Physical Review. Band 109, Nr. 5, 1958, S. 1860–1862, doi:10.1103/PhysRev.109.1860.2.
3. ↑  ECG Sudarshan, RE Marshak: The Nature of the Four-Fermion Interaction. In: Padua Conference on Mesons and Recently Discovered Particles. 1957, S. 1860–1862 (Artikel zum Vortrag (Memento vom 16. Juni 2012 im Internet Archive) [PDF; 94 kB] Vortrag).